# Беделабад
Беделаба́д (перс. بدل آباد‎) — населённый пункт сельского типа на северо-западе Ирана, в провинции Западный Азербайджан. Входит в состав шахрестана Хой.

## География
Населённый пункт находится в северной части Западного Азербайджана, в горной местности, на высоте 1 144 метров над уровнем моря.

Беделабад расположен на расстоянии приблизительно 110 километров к северу от Урмии, административного центра провинции и на расстоянии 645 километров к северо-западу от Тегерана, столицы страны. Ближайший аэропорт расположен в городе Хой.

## Население
По данным переписи 2006 года, население составляло 6 725 человек.